# Référendum sur le statut des îles Malouines
Un référendum se tient aux îles Malouines (Falklands Islands) les 10 et 11 mars 2013, portant sur l'avenir de la souveraineté britannique sur l'archipel. Il s'agit du premier référendum de ce type dans l'histoire de ce territoire.
Les habitants choisissent à 99,8 % de conserver le statut de territoire britannique d'outre-mer.

## Histoire et contexte
La première colonie aux Malouines est établie par les Français en 1764. En 1765, les Britanniques, ignorant la présence des Français, établissent eux aussi une colonie, dans une autre partie de l'archipel. Les deux colonies coexistent paisiblement, jusqu'à ce que les Français cèdent la leur aux Espagnols en 1767, lesquels expulsent les Britanniques en 1770, prenant le contrôle de la totalité de l'archipel. S'ensuit une « crise internationale » ; les Espagnols sont contraints d'accepter le retour des Britanniques sur une partie du territoire en 1771. En 1774, les Britanniques, estimant que la colonie coûte trop cher, se retirent, laissant une plaque affirmant leur souveraineté. En 1811, les Espagnols se retirent à leur tour, laissant une plaque similaire.
Pendant quinze ans, l'archipel n'a alors aucune population permanente. La prochaine colonie est établie en 1826 par l'entrepreneur Luis Vernet, qui est proclamé « commandant » du territoire par le gouvernement des Provinces-Unies du Río de la Plata (État précurseur de l'Uruguay et de l'Argentine modernes) en 1829. Les Britanniques protestent. Lorsque les Argentins établissent une présence militaire en 1832, les Britanniques dépêchent à leur tour une expédition militaire ; arrivée le 2 janvier 1833, elle expulse les militaires argentins, par la menace mais sans qu'aucun coup de feu ne soit tiré. Les Britanniques (re)prennent possession de l'archipel. La quasi-totalité de la petite trentaine de colons civils argentins demeurent initialement aux Malouines, désormais sous administration britannique, mais la plupart des Argentins quittent l'archipel peu après,.
Le 2 avril 1982, la junte militaire argentine, sous le président Leopoldo Galtieri, envahit le territoire ; c'est la guerre des Malouines. Le gouvernement britannique de la première ministre Margaret Thatcher lance une contre-offensive, et reprend l'archipel le 14 juin. Trois civils falklandais, 255 membres des forces armées britanniques et quelque 650 membres des forces armées argentines ont perdu la vie,.
En 1986, un questionnaire est envoyé à tous les habitants inscrits sur les listes électorales, leur demandant leur préférence quant au statut de l'archipel. Ce questionnaire, purement consultatif et qui n'a pas valeur de référendum, produit les résultats suivants : avec un taux de participation de 89%, 94,5 % des sondés souhaitent rester sous souveraineté britannique, tandis que 0,3 % (soit trois personnes) opteraient pour la souveraineté argentine. Par ailleurs, quatorze personnes (1,5 %) préfèrent que les Malouines deviennent un État indépendant, et trois personnes préfèrent qu'elles deviennent un territoire sous tutelle des Nations unies. Les quelques autres participants rejettent les propositions énoncées et inscrivent la leur.
Dans les années 1990 débutent des tentatives pour découvrir du pétrole en quantité commercialisable dans le sous-sol des eaux territoriales malouines, tentatives finalement couronnées de succès en 2012. L'extraction du pétrole doit commencer en 2017. Ce facteur est perçu comme un élément supplémentaire de la rivalité britannico-argentine pour la souveraineté sur le territoire.

## Statut actuel des Malouines
Les Malouines sont un territoire britannique d'outre-mer, autonome, doté d'un gouvernement démocratiquement élu par les habitants de l'archipel. Le Gouverneur des Îles Malouines est nommé par le gouvernement britannique, mais exerce de facto ses pouvoirs (limités) en accord avec le Premier ministre des Malouines, choisi par l'Assemblée législative.

## Initiative et prises de position
En juin 2012, le gouvernement des Malouines annonce son souhait de procéder à un référendum d'auto-détermination début 2013, et le gouvernement britannique donne son accord. Pour les autorités falklandaises, l'objectif du référendum est de « porter au monde extérieur un message fort qui exprime la position des habitants des Falklands de manière claire, démocratique et incontestable ». Le référendum doit « éliminer tout doute possible quant à nos souhaits » pour l'avenir.
Le Premier ministre David Cameron apporte son soutien à la tenue d'un référendum, et indique que son gouvernement « respectera et défendra » le choix exprimé par les Falklandais.
À l'inverse, le gouvernement argentin de la présidente Cristina de Kirchner a indiqué par avance qu'il ne reconnaîtrait pas le résultat du référendum. L'Argentine estime avoir de jure la souveraineté sur les Malouines, pour des raisons historiques (se référant aux événements de 1833) et géographiques,. La position du gouvernement argentin est que les habitants des Malouines sont une « population implantée » au XIXe siècle, et qu'ils n'ont donc aucun droit à l'auto-détermination. La présidente Kirchner qualifie les Malouines de « colonie », « volée » et occupée par les Britanniques ; les autorités falklandaises répondent qu'il ne s'agit pas d'une colonie, puisque les Falklandais sont autonomes et maintiennent leur association à la Couronne britannique par choix. David Cameron, pour sa part, a indiqué que le Royaume-Uni ne cèderait pas sa souveraineté sur les Malouines à l'Argentine, à moins que les habitants du territoire ne le souhaitent. Évoquant le droit des Falklandais à l'auto-détermination, il qualifie à son tour la position argentine de « presque colonialis[te] », arguant que les autorités argentines souhaitent s'imposer aux Falklandais.
Héctor Timerman, ministre argentin des Affaires étrangères, a indiqué que l'Argentine souhaite des négociations bilatérales avec le Royaume-Uni sur la question de la souveraineté. Les habitants du territoire n'ont pas à être consultés, à ses yeux, car « [l]es Falklandais n'existent pas. Ce qui existe, ce sont des citoyens britanniques qui vivent dans les Islas Malvinas ». Il dément que les habitants de l'archipel puissent légitimement constituer une « troisième partie » dans une discussion sur l'avenir des îles,.
En novembre 2012, l'Union des nations sud-américaines publie un communiqué soutenant la position argentine. Le communiqué demande des discussions bilatérales entre Londres et Buenos Aires, dans lesquelles « les intérêts des habitants des îles » seraient pris en compte, mais sans que ces habitants ne soient autorisés à décider eux-mêmes de l'avenir du territoire.

## Référendum
La question posée aux 1 672 inscrits sur les listes électorales est la suivante :
« Souhaitez-vous que les îles Falkland conservent leur statut politique actuel en tant que territoire d'outre-mer du Royaume-Uni ? »
Selon le journal Le Monde, « si la victoire du "oui" ne fait pas de doute, le taux de participation sera un élément clé de ce scrutin », dans ce territoire où les habitants affichent leur attachement à leur identité britannique. Selon toute hypothèse, l'option du « non » attirerait surtout une minorité de Falklandais souhaitant une pleine indépendance de l'archipel.
Dans le cas de figure peu probable où une majorité d'habitants votait « non », un second référendum serait organisé pour permettre aux habitants de choisir leur nouveau statut. Parmi les personnes autorisées à voter se trouvent quelques citoyens argentins résidents de longue date de l'archipel.
L'élection se déroule en présence d'observateurs électoraux en provenance du Canada, du Chili, des États-Unis, du Mexique, de la Nouvelle-Zélande, du Paraguay et de l'Uruguay. En novembre 2012, il apparaît que des diplomates argentins ont été dépêchés auprès de gouvernements africains et caribéens pour les dissuader de cautionner le référendum en envoyant des observateurs. La participation du député uruguayen Jaime Trobo en tant qu'observateur est condamnée en des termes virulents, en février 2013, par Julián Domínguez, président de la Chambre des députés d'Argentine : Domínguez évoque une « trahison envers l'ensemble de l'Amérique latine », et réitère que le territoire « appartient aux Argentins ».

## Résultats
| Choix                     | Votes | %     |
| ------------------------- | ----- | ----- |
| Pour                      | 1 513 | 99,80 |
| Contre                    | 3     | 0,20  |
|                           |       |       |
| Votes valides             | 1 516 | 99,87 |
| Votes blancs et invalides | 2     | 0,13  |
| Total                     | 1 518 | 100   |
| Abstentions               | 132   | 8,00  |
| Inscrits/Participation    | 1 650 | 92,00 |

## Réactions
Les résultats sont annoncés par Keith Padgett, le premier ministre de l'île à 22 h 40 (UTC-3). Le taux de participation est de 92,00 %. Parmi les 1 518 bulletins, il y a un bulletin blanc et un bulletin nul, un électeur ayant à la fois coché la case Oui et fait une croix dans la case Non. Bien que reconnaissant l'intention d'un vote positif, les responsables du bureau de vote le classifient en vote nul, en application des consignes de vote imposant de manière explicite de ne remplir qu'une seule des deux cases,.
Des habitants « débordant de joie » célèbrent le résultat dans les rues de Port Stanley, « au milieu d'une marée de drapeaux britanniques et chantant en chœur Land of Hope and Glory ». Nigel Haywood, gouverneur des Malouines, salue le fort taux de participation et le résultat, qui constituent à ses yeux un acte « d'auto-détermination » sans appel. Dick Sawle, député à l'Assemblée législative, affirme que les habitants ont envoyé « le message le plus fort possible au reste du monde », ayant exprimé « très, très clairement » leur souhait de conserver le statut de territoire d'outre-mer britannique. Il ajoute que « ces îles n'ont jamais appartenu à l'Argentine » et qu'« elles ne leur appartiendront jamais ».
Le ministre britannique des Affaires étrangères, William Hague, demande que tous les pays respectent le résultat du référendum et réaffirme la position du gouvernement britannique : les habitants des Malouines ont le droit de choisir leur propre avenir.
David Cameron réagit en ces termes :
« Les Malouines ont beau être à des milliers de kilomètres, elles sont britanniques de fond en comble et elles veulent le rester et il faut que chacun sache que nous serons toujours là pour les défendre. [...] [N]ous croyons en l'auto-détermination et les Falklandais se sont exprimés d'une voix particulièrement claire quant à leur avenir [...]. Ils veulent rester britanniques et cette position devrait être respectée par tout le monde, y compris l'Argentine ».
Côté argentin, le sénateur Daniel Filmus, un « proche collaborateur » de Cristina Kirchner, affirme après le résultat que le référendum est une « tromperie », puisque les habitants des Malouines sont une « population implantée » et ne sont donc pas habilités à se prononcer sur leur avenir ; « ce coup de publicité n'a aucune validité en droit international », ajoute-t-il, soulignant par ailleurs que « derrière l’invocation du “droit d’autodétermination des Falklandais” se dissimulent les véritables intérêts du Royaume-Uni, savoir : posséder une puissante base militaire dans une zone stratégique de l’Atlantique Sud, s’approprier les richesses et ressources naturelles existant dans la région et consolider ses prétentions sur le territoire antarctique ». Un autre sénateur « proche collaborateur » de la présidente, Anibal Fernandez, réaffirme la position du gouvernement argentin : « Il n'y aura jamais d'auto-détermination pour une population implantée » ; « les Malouines sont un territoire sous souveraineté argentine ». Le 12 mars, Cristina Kirchner s'exprime pour qualifier le référendum de « sorte de parodie », et demande publiquement aux États-Unis de prendre position. Les autorités américaines rappellent alors que les États-Unis reconnaissent l'administration britannique aux Malouines, sans se prononcer sur la question de la souveraineté.
À la mi-mars, Cristina Kirchner demande en personne au pape nouvellement élu, François, « d'interven[ir] pour éviter les problèmes qui pourraient résulter de la militarisation de l'Atlantique Sud par la Grande-Bretagne » [sic]. François, le premier pape argentin de l'histoire, avait, lors d'une messe en 2012 en tant qu'archevêque de Buenos Aires, qualifié les soldats argentins de la guerre des Malouines de « fils de la Patrie qui sont allés défendre leur mère, la Patrie, et reprendre ce qui leur appartient ».

## Nations unies
Les Nations unies n'ont pas reconnu le référendum parce qu'il n'a pas été organisé ni conduit sous les auspices de cette organisation, mais a été organisé unilatéralement par le Royaume-Uni, en violation de la Résolution A/RES/31/49 de l'Assemblée générale des Nations unies, dont le point 4 stipule que :

« 31/49. Question des îles Falkland (Malvinas)

L' Assemblée générale, [...]

4. Fait appel aux deux parties pour qu'elles s'abstiennent de prendre des décisions impliquant le recours à des modifications unilatérales de la situation pendant que les îles passent par le processus recommandé dans les résolutions susmentionnées; [...]. »